# Ahmad Salam Muhammad
Ahmad Salam Muhammad (arab. احمد سلام محمد; ur. 20 sierpnia 1924) – pakistański strzelec, olimpijczyk. 
Brał udział w Letnich Igrzyskach Olimpijskich 1964 (Tokio). Startował w jednej konkurencji, w której zajął 46. miejsce.

## Wyniki olimpijskie
| Igrzyska | Konkurencja            | Wynik                           | Miejsce | Źródło |
| -------- | ---------------------- | ------------------------------- | ------- | ------ |
| IO 1964  | Pistolet dowolny, 50 m | 507 punktów (87-81-86-77-88-88) | 46.     | [ 1 ]  |